# Feggendorf
Feggendorf ist ein Ortsteil des Fleckens Lauenau in der Samtgemeinde Rodenberg im Landkreis Schaumburg in Niedersachsen.

## Geographie
Feggendorf liegt etwa zwei Kilometer östlich des Lauenauer Ortszentrums und grenzt im Osten an den Deister. Die Quellbäche des Schlierbaches fließen im Ort zusammen.

## Geschichte

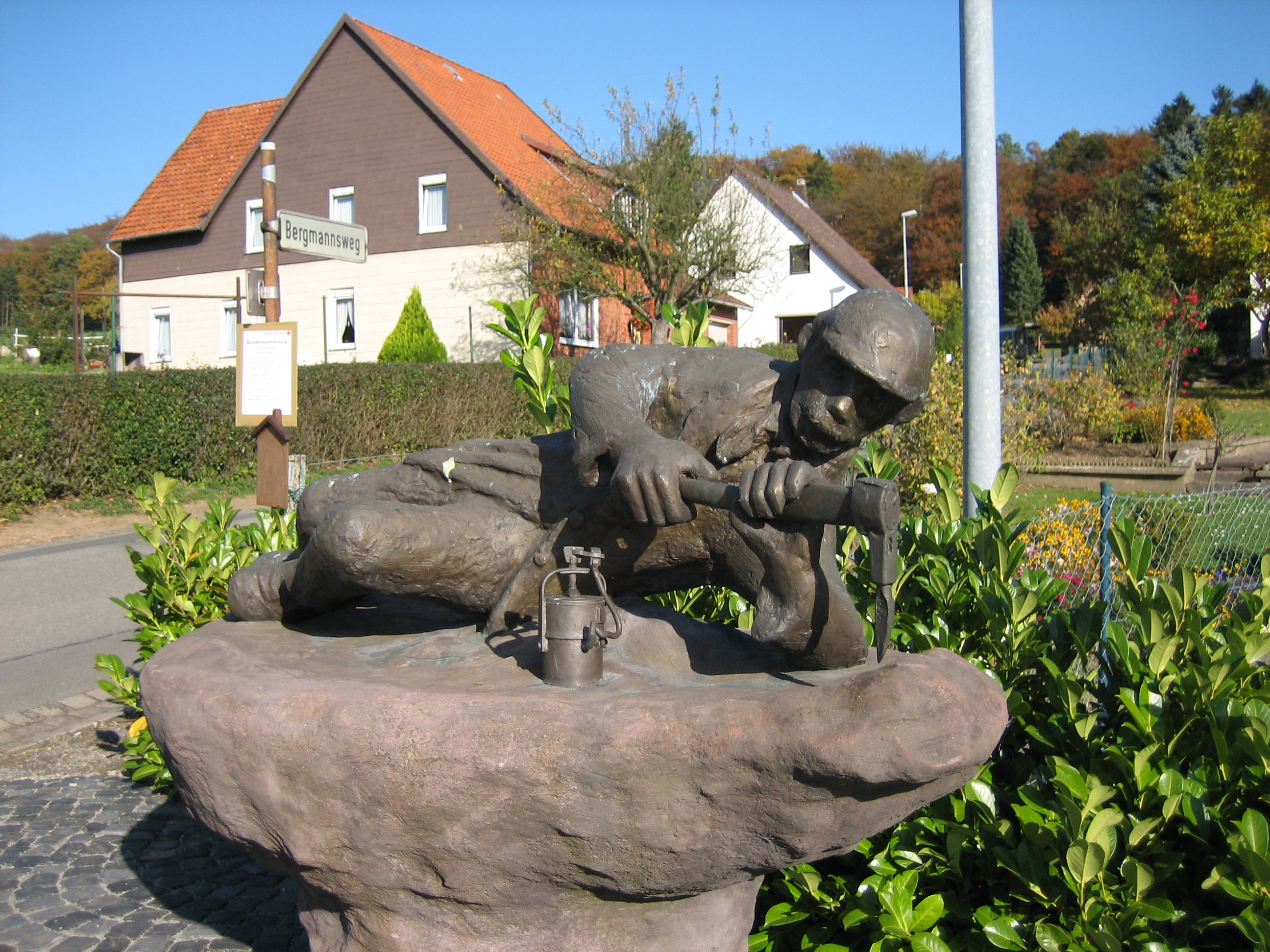
Skulptur zur Erinnerung an die Bergbautradition des Ortes

Feggendorf wurde 1153 als Veggendorp, 1159 als Cleggendorf erwähnt. Seit etwa dem Jahr 1600 war Feggendorf üblich. Der 1153 wohl nach seiner Lage in einer feuchten Gegend benannte einstige Nachbarort Lachdorf oder Lacthorpe wurde 1417 erstmals mit Feggendorf gemeinsam genannt. Die Lage der beiden historischen Dorfkerne ist noch im Ortsbild erkennbar.
Feggendorf hatte im Jahr 1658 etwa 200 Einwohner. Im 19. Jahrhundert verursachte ab 1831 der Steinkohlebergbau des Feggendorfer Stollns eine Verdoppelung der Einwohnerzahl.
Im Jahr 1848 hatte Feggendorf 51 Wohngebäude mit 356 Einwohnern und verfügte über eine Schule.
1869 gab es im Ort 3 Vollmeierhöfe, 5 Halbmeier, 6 Kötner, 26 Brinksitzer und 1 Anbauer.
Der Ort gehörte mit Gründung der Landkreise im Jahr 1885 zum Landkreis Springe. Mit der Gebietsreform in Niedersachsen wurde die Gemeinde Feggendorf am 1. März 1974 in den Flecken Lauenau eingemeindet. Der aus den beiden Ortsteilen Lauenau und Feggendorf bestehende Flecken wurde mit Auflösung des Landkreises Springe 1974 in den Landkreis Schaumburg-Lippe und 1977 in den Landkreis Schaumburg eingegliedert.
Kirchlich gehörte Feggendorf zunächst zum Kirchspiel Apelern, seit 1887 zu Lauenau. Seit 1956 gibt es in Feggendorf einen eigenen Friedhof.

### Einwohnerentwicklung
| Jahr      | 1848 | 1910 | 1925 | 1933 | 1939 |
| --------- | ---- | ---- | ---- | ---- | ---- |
| Einwohner | 356  | 572  | 533  | 413  | 467  |

### Schule
Bis ins Jahr 1828 wurde in der Feggendorfer Schule auf Plattdeutsch unterrichtet, danach auf Hochdeutsch. Die Schule mit 90 Schülern im Jahr 1890 wurde 1891 durch einen Neubau ersetzt. Diese wurde 1909 wegen der weiter steigenden Schülerzahl durch ein weiteres Schulgebäude ergänzt. Nach der Schließung 1963 und Teilabriss 1979 wurde das Schulgebäude von 1891 verkauft, das 1909 errichtete Gebäude dient als Dorfgemeinschaftshaus.

## Politik
Feggendorf wird auf kommunaler Ebene von dem Rat des Fleckens Lauenau vertreten.

### Wappen
Das Feggendorfer Wappen entwarf 1911 der Kirchenmaler Wenzel bei der Ausmalung der Lauenauer St.-Lukas-Kirche.
Es zeigt in der oberen Hälfte auf blauem Grund eine Ährengarbe als Symbol für die Landwirtschaft zwischen zwei silbernen Sternen für die zwei Teile, aus denen Feggendorf zusammengewachsen ist. Die untere Hälfte zeigt schwarz auf weiß Schlägel und Eisen für den Bergbau.

## Kultur und Sehenswürdigkeiten

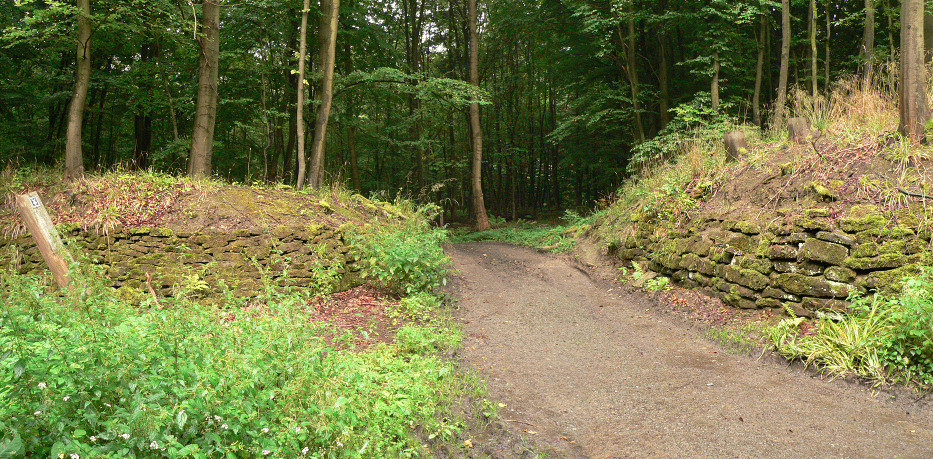
Ehemaliges Tor der Heisterburg

Nahe dem Ort ist der Feggendorfer Stolln, der ursprünglich dem Kohleabbau diente, heute als Besucherbergwerk wiederhergestellt. Nordöstlich des Ortes befinden sich die Reste der Wirkesburg aus dem 10. Jahrhundert, sowie der Heisterburg aus dem 10. bis 12. Jahrhundert.